# Boppelsen
Boppelsen är en ort och kommun i distriktet Dielsdorf i kantonen Zürich, Schweiz. Kommunen har 1 446 invånare (2023).